# Igor Sypniewski
Igor Sypniewski (ur. 10 listopada 1974 w Łodzi, zm. 4 listopada 2022 tamże) – polski piłkarz, występujący na pozycji napastnika, reprezentant Polski.

## Życiorys
Syn Ilony i Stefana. Pochodził z Bałut, dzielnicy Łodzi. Karierę piłkarską rozpoczął w 1991 w ŁKS Łódź. Grał również w klubach Superleague Ellada AO Kawala, Panathinaikosie Ateny i OFI Kreta, a później także w RKS Radomsko, Wiśle Kraków, Kallithei FC, Halmstads BK, Malmö FF i Trelleborgsu FF. Wraz z Panathinaikosem występował w Lidze Mistrzów UEFA. W reprezentacji Polski wystąpił w 2 meczach (przeciwko Nowej Zelandii w 1999 oraz przeciwko Kamerunowi w 2001). W Ekstraklasie rozegrał 17 meczów i strzelił 5 goli.
O poważnych problemach osobistych piłkarza zaczęło być głośno w 2002, gdy był zawodnikiem Wisły Kraków. Zagrał w tym klubie tylko kilka spotkań. Wkrótce wyjechał do Grecji, by grać w klubie Kallithea GS, a następnie, po dwóch rozegranych meczach, trafił do ligi szwedzkiej. W Szwecji Sypniewski również miewał problemy osobiste. W klubach mówiono o jego problemach depresyjnych. W Halmstads BK w sezonie 2003/2004 rozegrał 21 spotkań i zdobył 10 goli. W 2004 został mistrzem kraju z Malmö FF. Przed rundą wiosenną sezonu 2004/2005 wrócił do Polski – po powrocie podpisał kontrakt z II-ligowym ŁKS Łódź. Po sezonie 2005/2006 postanowił ponownie wyemigrować do Szwecji. 
W rundzie jesiennej sezonu 2006/2007 występował w Szwecji, w trzecioligowym zespole Bunkeflo. Zagrał 7 meczów i strzelił 5 bramek. Został zatrzymany przez policję za prowadzenie samochodu w stanie nietrzeźwości i klub natychmiast, dyscyplinarnie, rozwiązał z nim kontrakt. Po powrocie ze Szwecji Sypniewski miał kilka ofert z ligi polskiej, m.in. z wycofanego później z rozgrywek II ligi Zawiszy Bydgoszcz S.A, a także ponownie z ŁKS. Zarząd klubu umówił się z nim na rozmowę dotyczącą warunków kontraktu, jednak piłkarz przyszedł na tę rozmowę w stanie nietrzeźwości. ŁKS nie podpisał kontraktu z Sypniewskim, więc w rundzie wiosennej sezonu 2006/2007 nie miał przynależności klubowej. 
W maju 2007, podczas meczu Orange Ekstraklasy pomiędzy ŁKS Łódź a Lechem Poznań, wraz z grupą kilkudziesięciu pseudokibiców Łódzkiego Klubu Sportowego brał udział w ataku na kibiców gości, m.in. wyrywając krzesełka. Został zatrzymany przez policję i osadzony w areszcie. Podczas incydentu był pod wpływem alkoholu. Groziło mu do 5 lat pozbawienia wolności. Niedługo po tym zdarzeniu Sypniewski znów wszedł w konflikt z prawem. Mieszkanka łódzkiego osiedla Koziny powiadomiła policję o tym, że przed sklepem spożywczym została znieważona słownie i obrzucona pustymi butelkami przez Sypniewskiego. W sezonie 2007/2008 próbował wrócić do treningu najpierw w ŁKS Łódź, ale został usunięty z zespołu z powodu prowadzenia niesportowego trybu życia. Następnie przebywał na testach w Sokole Aleksandrów Łódzki, nie dokończył testów, bo trafił do aresztu.
9 października 2007 Sąd Rejonowy w Łodzi wydał postanowienie o aresztowaniu Sypniewskiego na okres jednego miesiąca. Wcześniej został zatrzymany za awanturowanie się pod wpływem alkoholu. 15 maja 2008, łódzki sąd skazał Igora Sypniewskiego na 1,5 roku więzienia. Uznano go winnym znęcania się nad matką oraz grożenia policjantom i swojej konkubinie. Po odbyciu kary 1,5 roku pozbawienia wolności, Sypniewski wyraził chęć powrotu do futbolu. Na przełomie 2009/2010 uczestniczył w treningach młodych piłkarzy ŁKS Łódź. Jednakże w marcu 2010 zawodnik zaprzestał treningów. Po kilku dniach nieobecności na zajęciach, przysłał do trenera Grzegorza Wesołowskiego sms z przeprosinami i informacją, że rezygnuje.
W październiku 2014 ukazała się autobiografia Sypniewskiego pt. Zasypany. Życie na zakręcie spisana przy udziale dwóch łódzkich dziennikarzy – Żelisława Żyżyńskiego i Pawła Hochstima.
Zmarł 4 listopada 2022 roku. 10 listopada 2022 został pochowany na cmentarzu ewangelicko-augsburskim przy ulicy Ogrodowej w Łodzi.

## Kariera reprezentacyjna
| l.p. | Data              | Miejsce | Przeciwnik    | Rezultat | Rozgrywki  | Grał   | Uwagi                       |
| ---- | ----------------- | ------- | ------------- | -------- | ---------- | ------ | --------------------------- |
| 1.   | 19 czerwca 1999   | Bangkok | Nowa Zelandia | 0-0      | towarzyski | od 69' | Zmienił Mariusza Nosala     |
| 2.   | 14 listopada 2001 | Poznań  | Kamerun       | 0-0      | towarzyski | od 45' | Zmienił Pawła Kryszałowicza |

## Sukcesy
- Puchar Polski: 2001/2002 z Wisłą Kraków[2]
- Mistrzostwo Szwecji: 2004 z Malmö FF[7]
- Awans do Ekstraklasy: 2005/2006 z ŁKS Łódź[17]